# Anthanassa punctata
Anthanassa punctata är en fjärilsart som beskrevs av Edwards 1871. Anthanassa punctata ingår i släktet Anthanassa och familjen praktfjärilar. Inga underarter finns listade i Catalogue of Life.